# Žabnjak ljutić
Žabnjak ljutić (livadni žabnjak,  livadna zlatica, lat. Ranunculus acris), ljekovita trajnica iz roda žabnjaka, porodica žabnjakovke. Raširena je po velikim dijelovima Euroazije, uključujući i Hrvatsku.
Postoje 3 podvrste

## Podvrste
1. Ranunculus acris subsp. acris
2. Ranunculus acris subsp. friesianus (Jordan) Syme
3. Ranunculus acris subsp. hultenii V.N. Voroschilov